# Ruelle-sur-Touvre
Ruelle-sur-Touvre – miejscowość i gmina we Francji, w regionie Nowa Akwitania, w departamencie Charente.
Według danych na rok 1990 gminę zamieszkiwały 7 203 osoby, a gęstość zaludnienia wynosiła 676 osób/km² (wśród 1467 gmin regionu Poitou-Charentes, Ruelle-sur-Touvre plasuje się na 18. miejscu pod względem liczby ludności, natomiast pod względem powierzchni na miejscu 800.).

## Miasta partnerskie
- Amstetten, Austria